# Lócus de característica quantitativa
Um lócus de característica quantitativa (LCQ) é um lócus (seção de DNA) que se correlaciona com a variação de uma característica quantitativa no fenótipo de uma população de organismos. Os LCQs são mapeados identificando quais marcadores moleculares (como SNPs ou AFLPs) se correlacionam com uma característica observada. Muitas vezes, essa é uma etapa inicial na identificação e sequenciamento dos genes reais que causam a variação da característica.

## Definição
Um locus de característica quantitativa (LCQ) é uma região do DNA que está associada a uma característica fenotípica particular, que varia em grau e que pode ser atribuída a efeitos poligênicos, ou seja, o produto de dois ou mais genes, e seu ambiente. Esses LCQs são freqüentemente encontrados em cromossomos diferentes. O número de LCQs que explicam a variação no traço fenotípico indica a arquitetura genética de um traço.
Normalmente, os LCQs fundamentam traços contínuos (aqueles traços que variam continuamente, por exemplo, a altura) em oposição a traços discretos (traços que têm dois ou vários valores de caráter, por exemplo, cabelo ruivo em humanos, um traço recessivo, ou as ervilhas lisas vs. rugosas usadas por Mendel em seus experimentos).
Além disso, um único traço fenotípico é geralmente determinado por muitos genes. Consequentemente, muitos LCQs estão associados a uma única característica. Outro uso dos LCQs é identificar genes candidatos subjacentes a uma característica. Uma vez que uma região do DNA é identificada como correlacionada a um fenótipo, ela pode ser sequenciada. A sequência de DNA de quaisquer genes dessa região pode então ser comparada a um banco de dados de DNA de genes cuja função já é conhecida, sendo essa tarefa fundamental para o melhoramento de safras auxiliado por marcadores.

## História
A herança Mendeliana foi redescoberta no início do século XX. Conforme as idéias de Mendel se espalharam, os geneticistas começaram a conectar as regras de Mendel de herança de fatores únicos à evolução darwiniana. Para os primeiros geneticistas, não estava imediatamente claro que a variação contínua em características como o tamanho do corpo (isto é, Dominância Incompleta) era causada pela herança de fatores genéticos únicos. Embora o próprio Darwin tenha observado que características consanguíneas de pombos extravagantes foram herdadas de acordo com as leis de Mendel (embora Darwin não soubesse realmente das ideias de Mendel quando fez a observação), não era óbvio que essas características selecionadas por criadores de pombos extravagantes pudessem explicar da mesma forma a variação quantitativa na natureza.
Uma tentativa inicial de William Ernest Castle de unificar as leis da herança mendeliana com a teoria da especiação de Darwin invocou a ideia de que as espécies se tornam distintas umas das outras quando uma espécie ou outra adquire um novo fator mendeliano. A conclusão de Castle foi baseada na observação de que novas características que poderiam ser estudadas em laboratório e que mostram padrões de herança mendeliana refletem um grande desvio do tipo selvagem, e Castle acreditava que a aquisição de tais características é a base da "variação descontínua" que caracteriza especiação. Darwin discutiu a herança de características mutantes semelhantes, mas não as invocou como um requisito de especiação. Em vez disso, Darwin usou o surgimento de tais características em populações reprodutoras como evidência de que a mutação pode ocorrer aleatoriamente dentro de populações reprodutoras, que é uma premissa central de seu modelo de seleção natural. Mais tarde em sua carreira, Castle refinaria seu modelo de especiação para permitir que pequenas variações contribuíssem para a especiação ao longo do tempo. Ele também foi capaz de demonstrar este ponto através da reprodução seletiva de populações de ratos em laboratório para obter um fenótipo encapuzado ao longo de várias gerações.
O trabalho de Castle foi um dos primeiros a tentar unificar as leis da herança mendeliana com a teoria da evolução de Darwin. Ainda assim, levaria quase trinta anos até que o arcabouço teórico para a evolução de traços complexos fosse amplamente formalizado. Em um resumo inicial da teoria da evolução com variação contínua, Sewall Wright, um estudante de pós-graduação que treinou com Castle, resumiu o pensamento contemporâneo sobre a base genética da variação natural quantitativa: "À medida que os estudos genéticos continuaram, descobriu-se que diferenças cada vez menores eram mendelianas, e qualquer traço, suficientemente investigado, acabou sendo afetado por muitos fatores." Wright e outros formalizaram a teoria da genética populacional que havia sido elaborada nos 30 anos anteriores, explicando como essas características podem ser herdadas e criar populações reprodutoras estáveis com características únicas. A genética de traços quantitativos hoje aproveita as observações de Wright sobre a relação estatística entre genótipo e fenótipo em famílias e populações para entender como certas características genéticas podem afetar a variação em populações naturais e derivadas.

## Características quantitativas
Herança poligênica refere-se à herança de uma característica fenotípica (traço) que é atribuível a dois ou mais genes e pode ser medida quantitativamente. Herança multifatorial refere-se à herança poligênica que também inclui interações com o ambiente. Ao contrário das características monogênicas, as características poligênicas não seguem padrões de herança Mendeliana (categorias discretas). Em vez disso, seus fenótipos normalmente variam ao longo de um gradiente contínuo representado por uma curva em forma de sino.
Um exemplo de característica poligênica é a variação da cor da pele humana. Vários genes determinam a cor natural da pele de uma pessoa, portanto, a modificação de apenas um desses genes pode alterar ligeiramente a cor da pele ou, em alguns casos, como para SLC24A5, moderadamente. Muitos distúrbios com componentes genéticos são poligênicos, incluindo autismo, câncer, diabetes e vários outros. A maioria das características fenotípicas é o resultado da interação de vários genes.
Exemplos de processos de doença geralmente considerados como resultados de muitos fatores contribuintes:
Má-formação congênita
- Fissura palatina[10][11]
- Displasia de desenvolvimento da anca[12]
- Cardiopatia congênita
- Estenose pilórica
- Talipes

Doenças de início adulto
- Diabetes Mellitus
- Câncer[11]
- Glaucoma
- Hipertensão
- Doença arterial coronariana
- Transtorno bipolar
- Esquizofrenia
- Psoríase
- Doenças da tireóide
- doença de Alzheimer

Diz-se que as doenças hereditárias multifatoriais constituem a maioria das doenças genéticas que afetam os seres humanos que resultarão em hospitalização ou algum tipo de cuidado especial.

### Traços multifatoriais em geral
Traços controlados tanto pelo ambiente quanto por fatores genéticos são chamados de multifatoriais. Normalmente, os traços multifatoriais fora da doença resultam no que vemos como características contínuas nos organismos, incluindo nos seres humanos, como: altura, cor da pele e massa corporal. A distribuição contínua de características como altura e cor da pele descritas acima, reflete a ação de genes que não manifestam padrões típicos de dominância e recessividade. Em vez disso, as contribuições de cada lócus envolvido são consideradas aditivas. Os escritores distinguiram esse tipo de herança como herança poligênica ou quantitativa.

## Mapeamento de LCQ

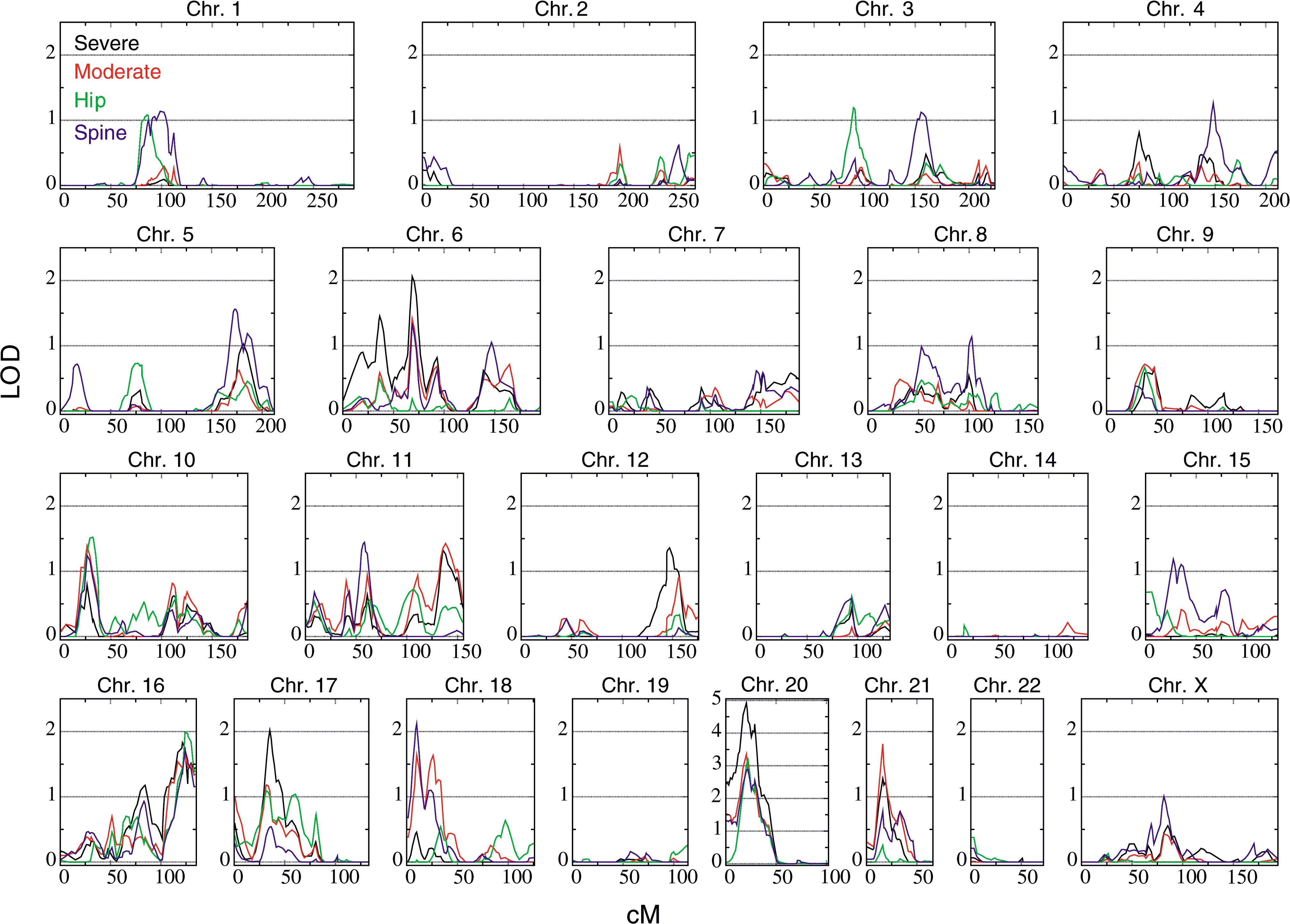
Exemplo de uma varredura de todo o genoma para LCQ de osteoporose

Para organismos cujos genomas são conhecidos, pode-se agora tentar excluir genes na região identificada cuja função se sabe com alguma certeza não estar relacionada com a característica em questão. Se o genoma não estiver disponível, pode ser uma opção sequenciar a região identificada e determinar as funções putativas dos genes por sua semelhança com genes com função conhecida, geralmente em outros genomas. Isso pode ser feito usando o BLAST, uma ferramenta online que permite aos usuários inserir uma sequência primária e pesquisar sequências semelhantes no banco de dados BLAST de genes de vários organismos. Muitas vezes, não é o gene real subjacente ao traço fenotípico, mas sim uma região do DNA que está intimamente ligada ao gene.
Em um desenvolvimento recente, as análises clássicas de LCQ foram combinadas com perfis de expressão gênica, ou seja, por microarranjo de DNA. Esses LCQs de expressão (eLCQs) descrevem elementos de controle cis e trans para a expressão de genes frequentemente associados a doenças. Efeitos epistáticos observados foram considerados benéficos para identificar o gene responsável por uma validação cruzada de genes dentro dos loci de interação com a via metabólica - e bancos de dados da literatura científica.

### Análise de variância
O método mais simples para o mapeamento de LCQ é a análise de variância (ANOVA, às vezes chamada de "regressão do marcador") nos loci do marcador. Neste método, em um retrocruzamento, pode-se calcular uma estatística t para comparar as médias dos dois grupos de genótipos marcadores. Para outros tipos de cruzamentos (como o intercruzamento), onde há mais de dois genótipos possíveis, utiliza-se uma forma mais geral de ANOVA, que fornece a chamada estatística F.

### Mapeamento de intervalo
O mapeamento de intervalo é atualmente a abordagem mais popular para mapeamento de LCQ em cruzamentos experimentais. O método faz uso de um mapa genético dos marcadores tipados e, assim como a análise de variância, assume a presença de um único LCQ. No mapeamento de intervalo, cada locus é considerado um de cada vez e o logaritmo da razão de chances ( pontuação LOD) é calculado para o modelo de que o locus dado é um LCQ verdadeiro. A razão de chances está relacionada ao coeficiente de correlação de Pearson entre o fenótipo e o genótipo marcador para cada indivíduo no cruzamento experimental.